# Siranush Andriasian
Siranush Andriasian (en arménien : Սիրանուշ Անդրիասյան, née le 4 janvier 1986 à Etchmiadzin, en Arménie) est une joueuse d'échecs arménienne. Elle est trois fois championne d'Arménie d'échecs chez les femmes.

## Palmarès dans les compétitions de jeunes
Elle remporte le championnat d'Arménie d'échecs féminin dans la catégorie des filles de moins de 10 ans en 1994 et 1995, le championnat dans la catégorie des filles de moins de 14 ans en 1999 et 2000 et le championnat dans la catégorie des filles de moins de 18 ans en 2001 et 2004.
Lors du championnat d'Europe d'échecs de la jeunesse elle termine à la troisième place dans la catégorie des filles de moins de 10 ans.
- 1994 : Victoire lors du championnat d'Arménie d'échecs dans la catégorie des filles de moins de 10 ans
- 1995 : Deuxième victoire lors du championnat d'Arménie d'échecs dans la catégorie des filles de moins de 10 ans
- 1995 : Troisième place au championnat européen d'échecs de la jeunesse dans la catégorie des filles de moins de 10 ans
- 1999 : Victoire lors du championnat d'Arménie d'échecs dans la catégorie des filles de moins de 14 ans
- 2000 : Deuxième victoire lors du championnat d'Arménie d'échecs dans la catégorie des filles de moins de 14 ans
- 2001 : Victoire lors du championnat d'Arménie d'échecs dans la catégorie des filles de moins de 18 ans
- 2004 : Deuxième victoire lors du championnat d'Arménie d'échecs dans la catégorie des filles de moins de 18 ans

## Palmarès en compétitions individuelles
Siranush Andriasian a remporté trois fois le championnat d'Arménie d'échecs senior en 2006, 2007 et 2011. Elle est également finaliste en 2004 et 2005.
- 2004 : Deuxième place lors du championnat d'Arménie d'échecs féminin
- 2005 : Troisième place lors du championnat d'Arménie d'échecs féminin[2]
- 2006 : Vainqueur du championnat d'Arménie d'échecs chez les femmes
- 2007 : Vainqueur du championnat d'Arménie d'échecs chez les femmes
- 2007 : Troisième place lors du championnat d'Europe d'échecs par équipe[1] avec l'équipe nationale d'Arménie
- 2011 : Vainqueur du championnat d'Arménie d'échecs chez les femmes

## Parcours avec l'équipe nationale
Siranush Andriasian remporte une médaille de bronze avec l'équipe nationale d'échecs féminine d'Arménie lors du championnat d'Europe d'échecs des nations en 2007. Andriasian a également participé au Championnat d'Europe par équipes en 2005 et 2009 ainsi qu'au championnat du monde d'échecs par équipe en 2007 et 2009.

## Parcours lors des olympiades d'échecs
Siranush Andriasian représente l'équipe nationale arménienne aux olympiades de 2004, 2006 et 2008.

## Titres internationaux décernés par la FIDE
Siranush Andriasian reçoit le titre de maître international féminin (GMF) en 2005,.